# 八幡町
八幡町是奉天滿鐵附屬地的一個町。位於今天的中華人民共和國遼寧省瀋陽市和平區，在千代田通（今中華路）以東，鄰接琴平町和富士町。 奉天日本基督教会便位于八幡町。